# Garnisonfriedhof Schleswig

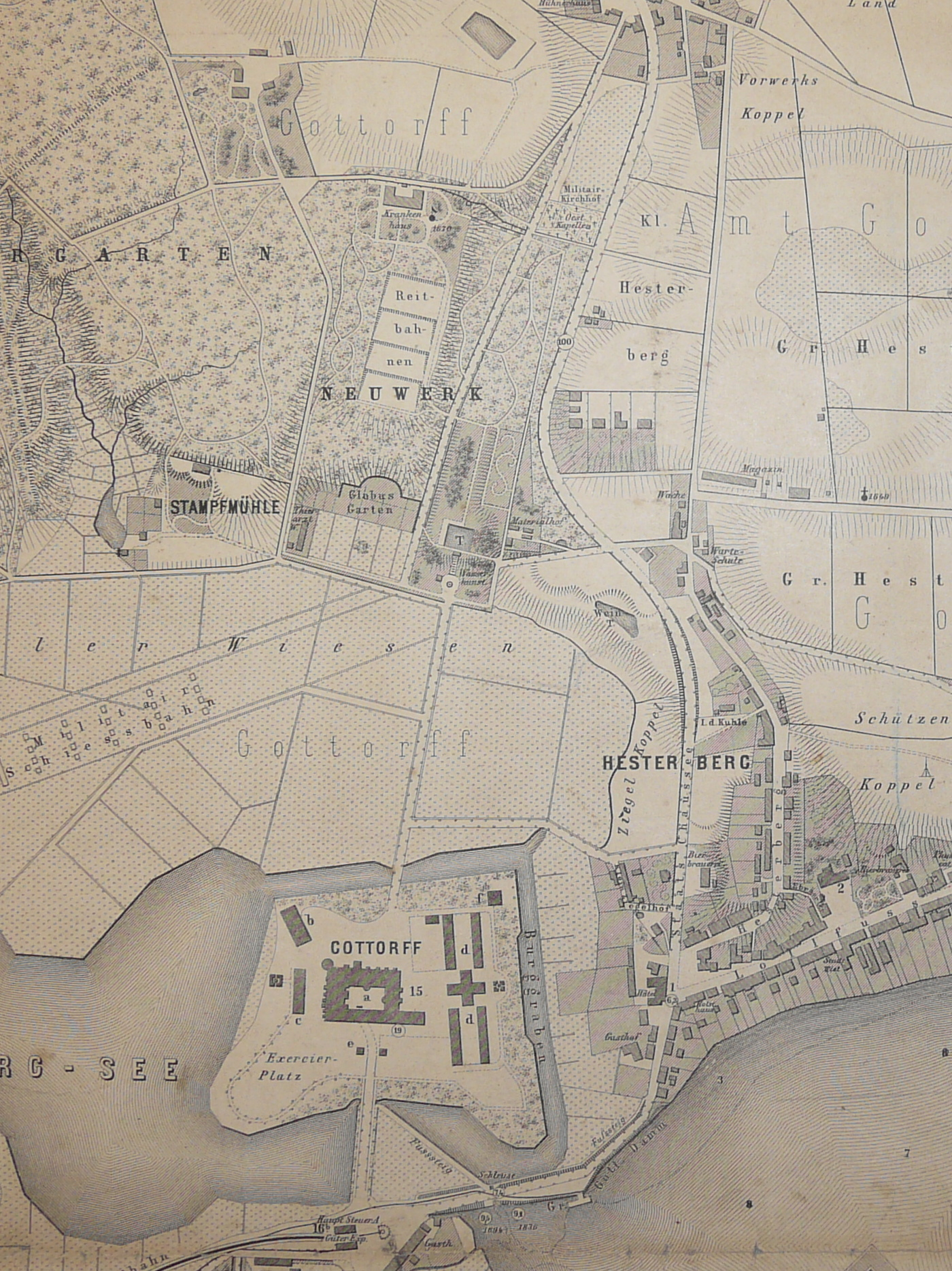
Schloss Gottorf mit Reitbahnen, Lazarett und Friedhof (1871)

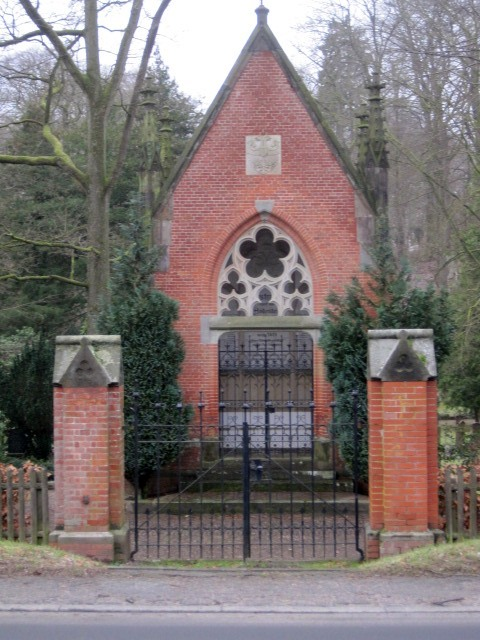
Kapelle des Garnisonfriedhofs (2011)

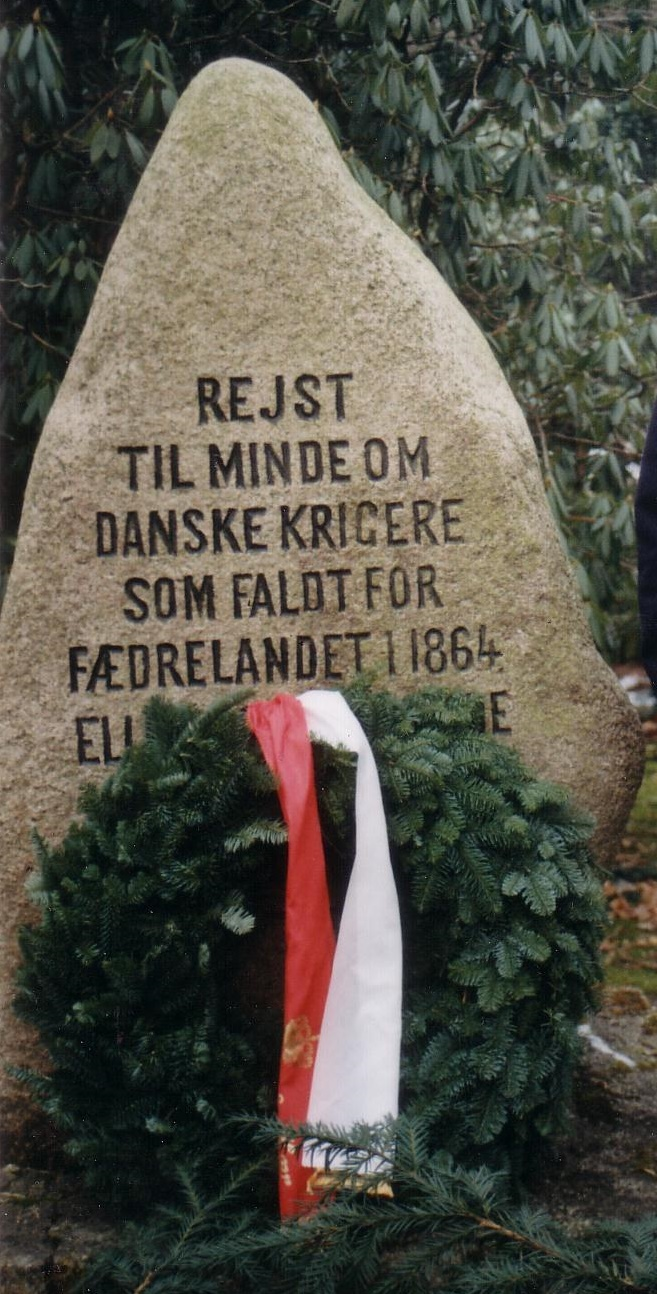
Dänisches Grabmal (2011)

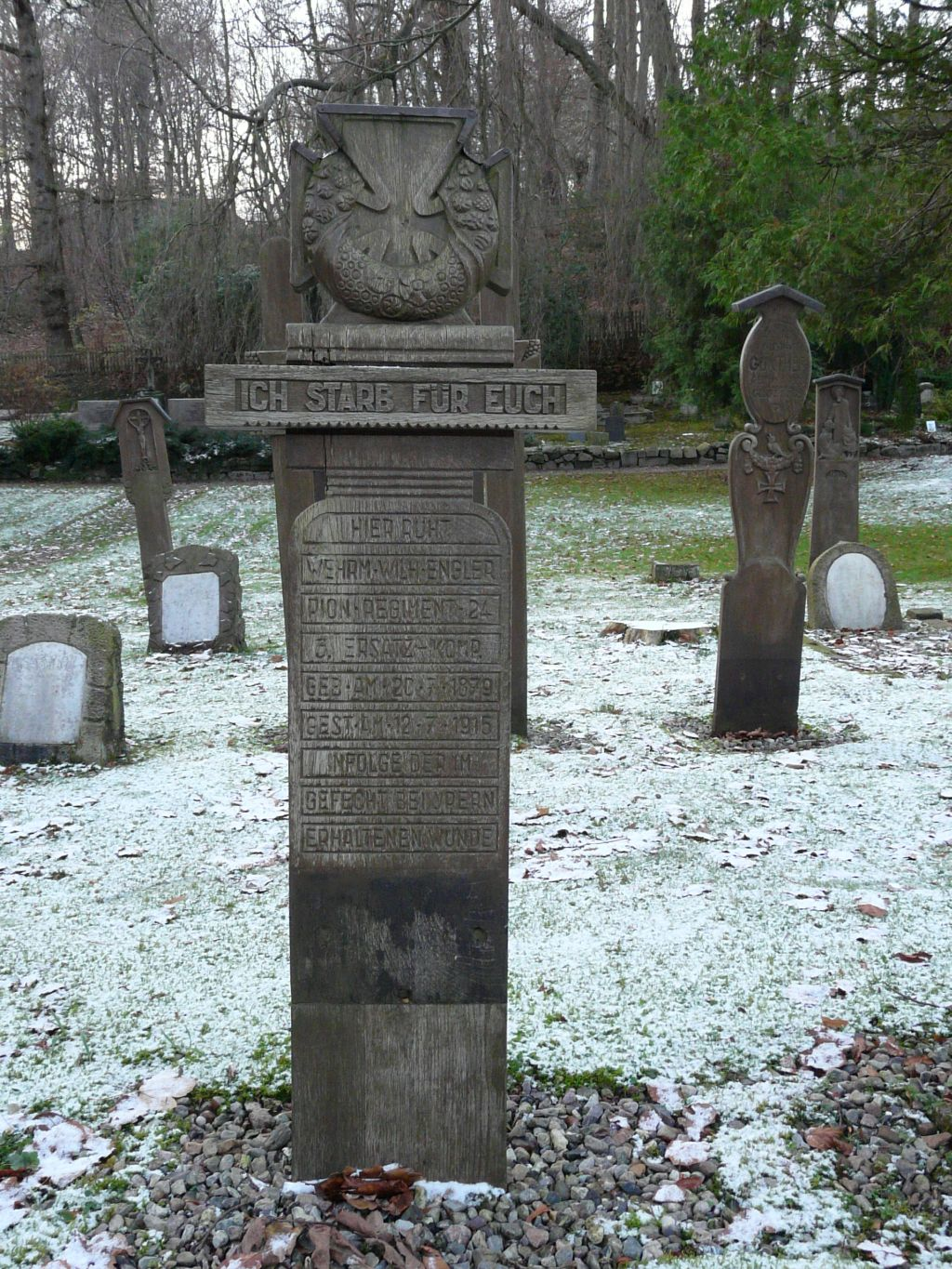
Grabmäler von Spethmann

Der (alte) Garnisonfriedhof in Schleswig ist ein Militärfriedhof aus dem 19. Jahrhundert. Dort beerdigt sind gefallene Soldaten aus dem Deutsch-Dänischen Krieg und dem Ersten Weltkrieg sowie einige Notabeln.

## Garnison Gottorf
Zur Kaserne umgebaut, wurde das Schloss Gottorf von 1852 bis 1948 militärisch genutzt. Nach den Dragonern kam 1866 das Husaren-Regiment „Kaiser Franz Joseph von Österreich“ (Schleswig-Holsteinisches) Nr. 16. Im selben Jahr wurde auch die Aufstellung des  Infanterie-Regiments 84 angeordnet; es wurde ebenfalls im Schloss Gottorf stationiert. Als 1868 General Gustav von Manstein Regimentschef wurde, erhielt es den Namen Infanterie-Regiment „von Manstein“ (Schleswigsches) Nr. 84. Alle im Schloss untergebrachten Truppen nutzten die Reitbahnen und Exerzierplätze im ehemaligen Schlossgarten.
In der neuen Provinz Schleswig-Holstein wurde Schleswig preußische Garnison.

### Lazarett und Friedhof
Im nordöstlichen Teil des Fürstengartens, auf dem Baugrund der ehemaligen Orangerie und der Amalienburg, wurde ein Lazarett gebaut. Am südöstlichen Ufer der Anhöhe wurde ein Militärfriedhof angelegt. Das denkmalgeschützte Lazarettgebäude wurde bis 1993 als Landesjugendheim, danach  bis 2004 als Justizvollzugschule genutzt. Leerstehend brannte es 2007 durch Feuer im Dachstuhl aus. Seit August 2010 wird die Brandruine saniert.
Der kleine rechteckige Friedhof in einer Senke zwischen der Flensburger Straße im Osten und der Königsallee im Westen war von einer niedrigen Feldsteinmauer mit Lattenzaun umgeben und hatte alten Baumbestand. Der Haupteingang mit einem gusseisernen Tor war an der Flensburger Straße. Der Nebeneingang lag gegenüber an der Königsallee. Am Haupteingang wurde 1865 eine neugotische Kapelle errichtet.
Die dänischen Soldatengräber von 1864 liegen südlich der Kapelle und tragen kleine hochrechteckige Marmortafeln. Die deutschen Soldatengräber aus dem Deutsch-Französischen Krieg liegen nördlich der Kapelle und tragen gusseiserne Inschriftplatten und Kreuze. Zwischen den Soldatengräbern finden sich vereinzelt Gräber von Bürgern, Ärzten, Offizieren und Professoren.

### Ehrung und Erinnerung
Die  Befreiung Schleswig-Holsteins  von Dänemark im Deutsch-Dänischen Krieg war nicht zuletzt österreichisch-ungarischen Truppen zu verdanken. Zu ersten Vorpostengefechten zwischen österreichischen und dänischen Truppen kam es (bei −19 °C) am 3. Februar 1864 bei Ober-Selk, Jagel, am Königshügel und bei Wedelspang. Die in den sechs Stunden gefallenen 82 Österreicher wurden auf dem Garnisonfriedhof beigesetzt. Ihnen zu Ehren wurde noch im Herbst 1864 ein Ehrenmal auf dem Königshügel errichtet.
Als Steiermärker Jäger und ungarische Truppen den fliehenden Dänen nachsetzten, kam es drei Tage später, am 6. Februar 1864, zum (bekannteren) Gefecht bei Oeversee. Die Gefallenen wurden dort beerdigt, die 700 Schwerverwundeten ins Schleswiger Festungslazarett verbracht. Die meisten der hier Verstorbenen wurden ebenfalls auf dem Neuwerker Militärfriedhof (dem Garnisonfriedhof)  bestattet.

### Kunstgeschichtliche Bedeutung
Der  Erste Weltkrieg brachte dem Friedhof neuerliche Bedeutung. Der Altonaer Maler und Bildhauer Karl Spethmann (1888–1944) diente im Infanterie-Regiment Nr. 84. Von der Militärbehörde und der Stadtverwaltung Schleswig (Bürgermeister Oscar Behrens) wurde er beauftragt, für jeden im Schleswiger Lazarett gestorbenen Kameraden ein Holzgrabmal zu schaffen. Schon im ersten Kriegsjahr überließ ihm die Stadt Atelierräume in der Mädchenschule am Domziegelhof. Von Kriegerpathos weit entfernt und von hohem künstlerischen Wert, glich kein Grabmal dem anderen.

## Neuer Garnisonfriedhof
An der Husumer Straße liegt der Neue Garnisonfriedhof von 1890  (Lage). Bestattet sind dort vor allem Soldaten der beiden Weltkriege, die in Schleswiger Lazaretten (u. a. Paulihof) gestorben waren. Auch sehr viele Zwangsarbeiter und einige Opfer der NS-Militärjustiz fanden hier ihre letzte Ruhestätte. Die Justizopfer wurden auf der Schießanlage Neuwerk exekutiert. Sie liegt abseits in einem nach 1945 dort angelegten Waldstreifen und ist noch nicht erforscht. Auch die Bundeswehr hat auf dem Neuen Garnisonfriedhof noch Soldaten begraben, u. a. einen abgestürzten Starfighter-Piloten.